# Fukui Masato
Masato Fukui (sinh ngày 14 tháng 11 năm 1988) là một cầu thủ bóng đá người Nhật Bản.

## Sự nghiệp câu lạc bộ
Masato Fukui đã từng chơi cho Gainare Tottori.